# Joan I de Berry
Joan I de Berry, dit Joan el Magnífic (Vincennes, 30 de novembre de 1340 - París, 15 de juny de 1416), fou el tercer fill de Joan II de França el Bo i de Bona de Luxemburg.

## L'home polític
Fou dotat com heretatge del ducat d'Alvèrnia (l'antiga Terra d'Alvèrnia elevada a ducat) el 1360, i el ducat de Berry (1363-1416) pel seu pare i després del comtat de Poitou el 1369 pel seu germà Carles V; va obtenir els comtats d'Alvèrnia i Boulogne, per espoliació de Joan II d'Alvèrnia, el seu futur sogre, el 6 de novembre de 1387, i finalment va tenir el comtat de Montpensier de 1404 à 1416.
Després de la derrota desastrosa de Poitiers, on el seu pare fou fet presoner, fou donat en ostatge als anglesos quan el rei va tornar a França (1360) i va continuar pres a Anglaterra fins al 1367.

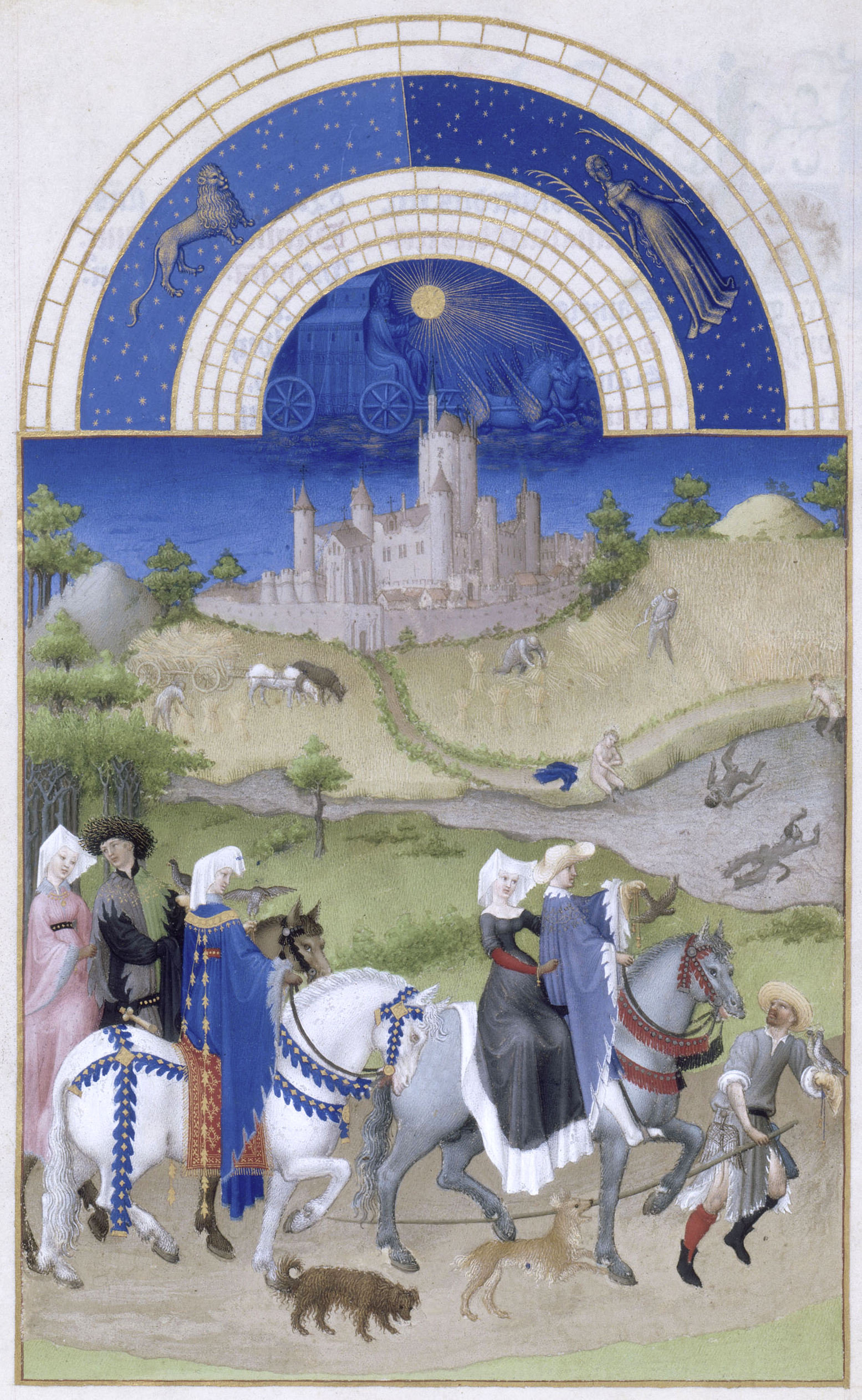
Castell d'Étampes, propietat del duc de 1400 a 1411, Les Très Riches Heures du duc de Berry

### Reconquesta del Poitou
Des del començament de la reconquesta dels germans del rei, fou en primer lloc Lluís d'Anjou qui va estar en primera línia per a les operacions militars, després Joan I de Berry i el cosí Lluís de Borbó. Felip II l'Intrèpid va tenir un paper més difós. Tanmateix participa directament a les operacions de reconquesta del Poitou. Aquesta regió estava lligada per interessos econòmics a l'Anglaterra on exportava la seva sal. Els barons poitevins havien escollit en massa el partit anglès i va ser necessària una pesada campanya militar per tornar el territori possessió francesa.
La campanya per a la reconquesta del Poitou, de l'Aunis, de la Santonya i de l'Angoumois va començar de seguida després de la Batalla de la Rochelle on la flota castellana va desarborar una bona part de flota anglesa, privant la Guiena de suport logístic. L'exèrcit reial va assetjar la fortalesa de Saint-Sévère, que va capitular el 31 de juliol de 1372. Durant aquest temps, Montcontour fou reconquerida i després Poitiers va obrir les portes a Beltrand Du Guesclin el 7 d'agost.
Les forces franceses progressaren al llarg de la costa, cap al sud. El Captal de Buch fou capturat el 23 d'agost mentre que anava a socórrer Soubise assetjada: el seu exèrcit fou interceptat per la flota francesa i castellana que pujava el Charente. Les illes de Re i d'Oléron van fer les seves submissions el 26 d'agost, però els barons poitevins continuaven sent fidels als anglesos i es parapetaren a Thouars. Felip l'Intrèpid i Joan I de Berry arribaren llavors amb reforços fent insostenible la situació dels poitevins.

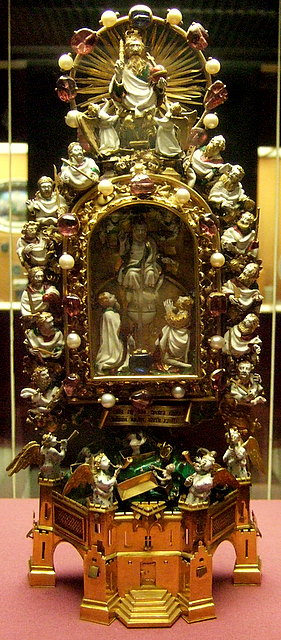
Reliquiari de la Santa Espina (British Museum)

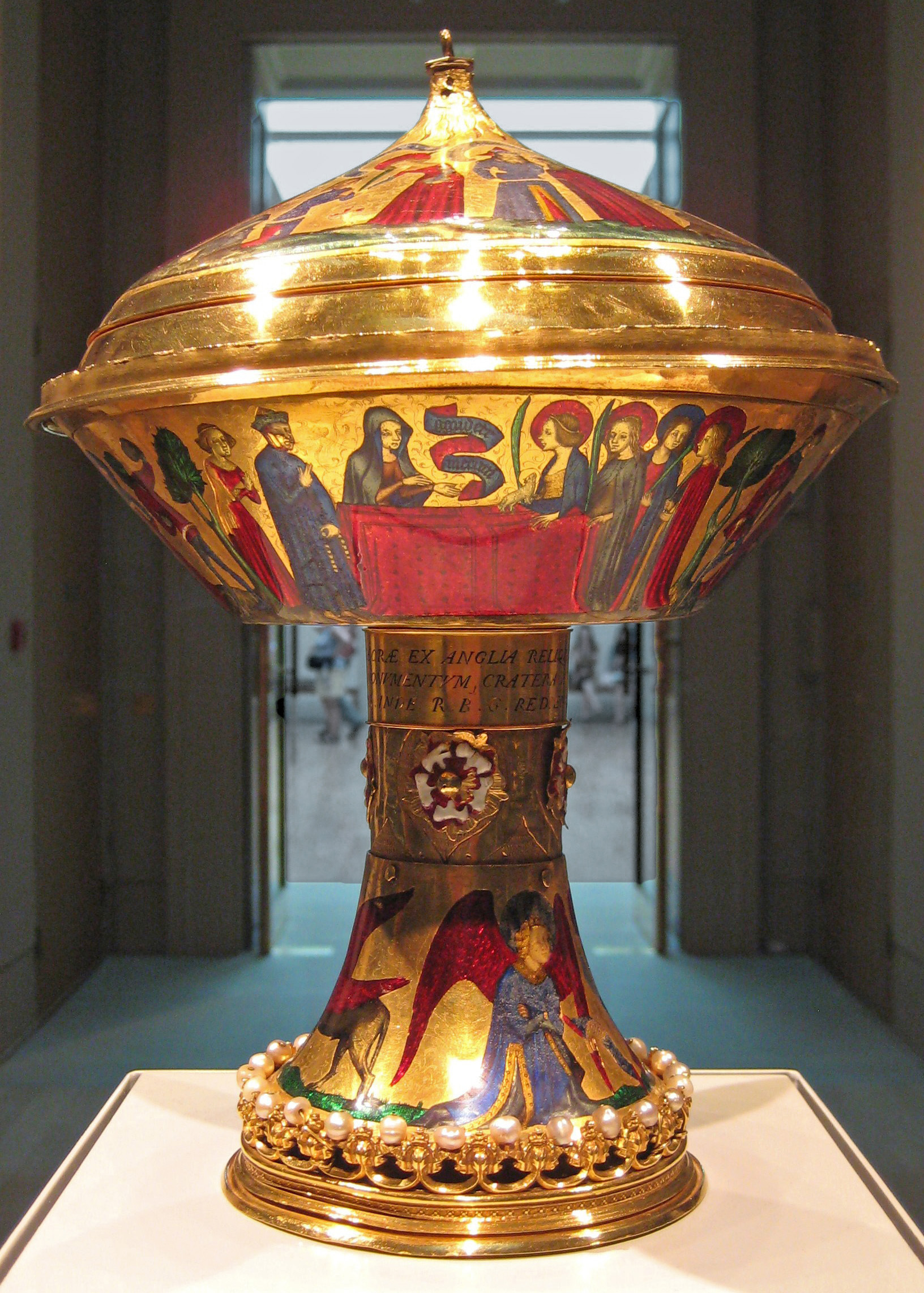
copa de santa Agnès

Del Guesclin va continuar progressant al llarg del litoral fins a la Rochelle, qui fou presa el 8 de setembre. Així aïllades, les ciutats es rendiren successivament: Angulema (la capital del «príncep Negre») i Saint-Jean-d'Angély el 20 de setembre, Saintes el 24.

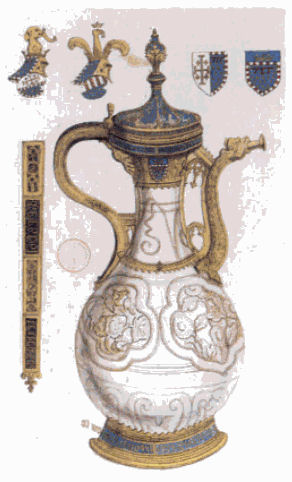
Vas de porcelana xinesa Gaignères-Fonthill

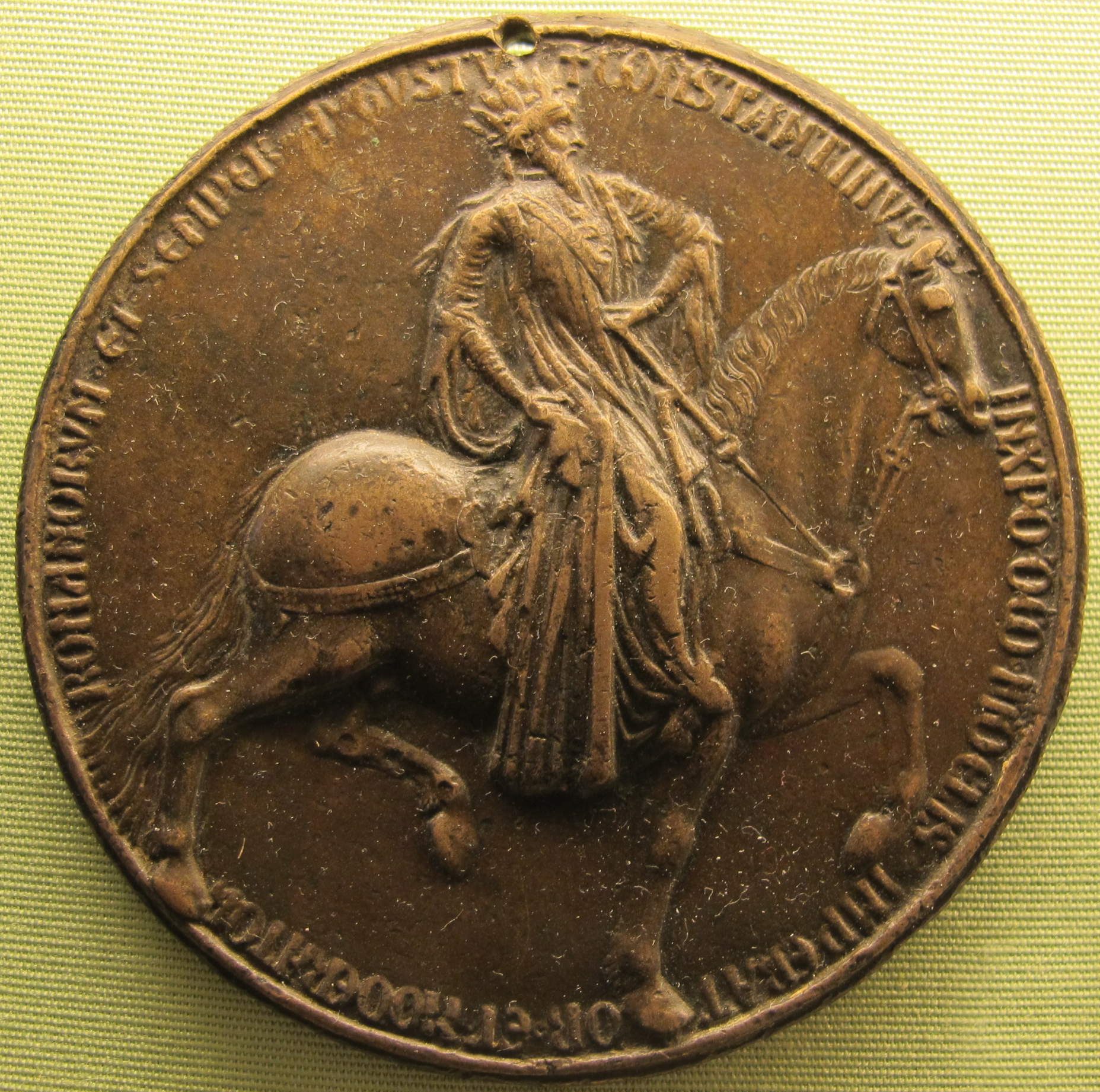
Còpia d'una medalla representant Constantí I que va pertànyer al duc de Berry

Les negociacions de rendició foren portades per Felip i Joan de Berry que era el comte de Poitou i havia de conquerir el cor dels seus dominis. Van aconseguir que els senyors poitevins prestessin jurament de fidelitat al rei de França l'1 de desembre de 1372 a l'església de Loudun (tractat de Loudun o Bretigny). Per aquest tractat, tots els antics privilegis i llibertats del país del temps de Lluís IX de França (el sobirà de referència en aquell temps) i del seu germà Alfons de Poitiers foren confirmats.
L'11 de desembre de 1372, Joan de Berry, Felip II l'Intrèpid, Lluís de Borbó i Bertran du Guesclin van fer una entrada triomfal a París.
El 12 Joan va prestar homenatge al seu germà Carles V pel comtat de Poitou seguit dels barons que reiteraven amb la seva presència el seu jurament de fidelitat al rei.
Tant de temps com el seu gran gran el rei Carles el Savi va viure, Joan, com els seus dos germans Lluís d'Anjou i Felip II de Borgonya van continuar sent un suport indefectible de Carles i de la seva política audaç contra l'enemic anglès. Va manar l'exèrcit reial enviat al Llemosí, Poitou i Carcí. Va prendre als anglesos les ciutats de Llemotges, Poitiers i La Rochelle.

### Govern dels oncles
A la mort del seu germà Carles V de França (1380), fou nomenat un dels tutors del jove rei Carles VI conjuntament amb els ducs d'Anjou i de Borgonya; però no s'assenyala més que per la seva avarícia i la seva rapacitat. Quan Carles VI va esdevenir bois, va compatir autoritat amb el seu germà Felip de Borgonya (1342-1404), i el seu nebot el duc d'Orleans Lluís I (1372-1407). Tanmateix el duc de Berry fou el que va tenir menys part al poder; el 1381 el duc Joan de Berry fou nomenat lloctinent general del rei (al lloc del seu germà Lluís) al Llanguedoc. Aquest nomenament va agreujer les coses; enfrontat al tuchinat (camperols i artesans pobres) aquests va esdevenir el centre de la protesta contra l'impost, el poder reial i els seus mètodes. Les tropes manades pel duc van enfrontar als tuchins en algunes batalles, destacant la lliurada a Uchaud, prop de Lunel. Va exercir sobre la regió tota mena de vexacions i exaccions.

## Revoltes de causes fiscals
La situació no era de color de rosa per als oncles del rei: a la mort de Carles V, afectat per remordiments va decidir abolir els fogatges (un impost) en país de llengua d'oïl. En efecte, aquests impostos estaven justificats per l'estat de guerra en virtut d'una negociació amb els estats generals. Ara bé els anglesos, rebutjats del regne de França per Carles V i davant de greus trastorns interns, no estaven en situació de continuar el conflicte. L'impost ja no tenia lloc de ser i el rei i els seus oncles van reunir els estats generals l'11 de novembre de 1380. La posseïdora exacta dels debats no és coneguda, però, el 16 de novembre, el consell del rei portat per Louis d'Anjou va publicar un decret abolint tots els impostos creats des de Felip el Bekk. Les exaccions sobre els grangers i els jueus es multiplicaren, malgrat el decret reial i l'acció del prebostat de París. Tanmateix cap pau no havia estat signada amb els anglesos i el consell argumentava que per prevenir una eventual cavalcada anglesa, calia que el país tingués aquestos ingressos. El país però menyspreava acceptar-ho i els estats foren de nou reunits el febrer de 1381. Van acceptar recaptar una ajuda per a la guerra durant un any a datar de l'1 de març de 1381, mitjançant el qual nombroses cartes i privilegi de ciutats foren confirmats.

## El comtat de Montpensier
El 1382, Bernat de Ventadour va vendre la senyoria de Montpensier à Joan I de França, duc de Berry. Efectuada la transacció la senyoria fou erigida en comtat. Joan I la va donar immediatament al seu fill gran Carles que va moriri aquell mateix any amb 20 anys. El segon fill Joan II era encara menor i Joan de Berry va agafar el comtat per a si mateix fins al 1386 en que el va donar a Joan dit Joan II de Berry (1363-1401) que la va conservar fins a la seva mort que fou abans que el seu pare que altre cop va recuperar el comtat que va traspassar a la seva mort el 1416 a la filla Maria de Berry (1375-1434), comtessa de Montpensier de 1416 a 1434, casada en terceres núpcies amb Joan I de Borbó (1381-1434); el matrimoni va deixar el comtat al seu fill Lluís I de Borbó dit el Bo (1402-1486) qui fou comte de Montpensier de 1434 (date de la mort dels pares) fins a 1486.

## Més revoltes fiscals
Els acords de 1381 no van posar fi a la protesta. El Llenguadoc pertanyia al domini reial, l'impost hi era administrat per oficials reials que es comportaven com en país conquerit i es posaven d'esquena a la població. Joan de Berry havia estat nomenat tinent general del Llenguadoc, però el país volia com a cap a Gastó Febus el poderós i independent comte de Foix que havia sabut fer prosperar les seves terres continuant sent neutre en el conflicte anglès. Aquest últim s'adreçava als Llenguedocians en gascó i prometia netejar les tres senescalies de tots els malfactors procedents de la desmobilització al final dels conflictes castellans i franco-anglesos que hi pul·lulaven. Joan de Berry va haver d'intervenir al capdavant d'una de poderosa armada per restaurar l'autoritat reial. El Llenguadoc es va aixecar, Gastó Febus va controlar als desertors procedents dels rangs de l'exèrcit del duc de Berry. Carles VI tenia 13 anys, i no somiava més que en combats èpics: va buscar l'oriflama a Sant Denis. Veient venir una severa repressió portada per l'exèrcit reial, els estats preferiren cedir i van fer saber que se sotmetrien al duc de Berry a canvi de l'amnistia per als actes de rebel·lió i restitució dels béns confiscats. Gastó Febus va exigir per ell el pagament de 65.000 francs immediatament i després una pensió de 40.000 francs. Va caler la intervenció enèrgica del cardenal Joan de la Grange per obtenir la pau el desembre de 1381. Aquest últim va aconseguir una reunió dels estats de Llenguadoc a Besiers per discutir condicions de l'impost, i no se'n va anar de la ciutat més que quan tots els habitants de més de 14 anys van haver jurat fidelitat al rei!
Carles VI, així que va poder governar, li va retirar el seu govern i va fer morir a la foguera a Joan Béthisac, el principal agent de la seva tirania (1389). En principi mediador en l'oposició entre Borgonya i Orléans, va afavorir, a partir de 1410, als Armanyacs en la guerra civil que els oposa als borgonyons, després va tractar amb els anglesos i va ser nomenat capità de París i tinent del rei al Languedoc (1413).

## El castells del duc
Joan de Berry va començar per fer reparar o ampliar els palaus dels seus principals feus. El palau comtal de Poitiers fou reconstruït a partir de 1380, en resposta a la seva destrucció en ocasió d'un incendi pels anglesos el 1345. En va subsistir la gran sala comtal i la torre Maubergeon, que va condicionar en residència. A Bourges, va fer reconstruir el palau ducal del qual subsisteixen molt poc de rastres. Sobre model de la Santa Capella de París del Palau de la ciutat, va fer edificar la Santa Capella de Bourges (1405), avui destruïda, per mostrar bé la seva filiació amb el rei Lluís IX de França. Va fer condicionar el palau de Riom entre 1382 i 1389, sobretot una gran sala així com una Santa Capella, encara subsistents.
Es va fer construir o reorganitzar d'altres castells. El de Mehun-sur-Yèvre és sens dubte el més important programa arquitectural del duc i fou residència habitual de la seva família. A la fi del segle xiv, es van fer treballs al castell de Lusignan, i sobretot a la torre d'Étampes. L'arquitecte de la majoria d'aquestes construccions fou Guy de Dammartin. Altres treballs foren efectuats a les seves residències de Concressault, Genouilly, Nonette, Usson, Graçay, Gien i Aubigny-sur-Nère. Finalment, el duc era propietari de diverses residències a París. L'hotel de Nesles era la principal, situada a l'emplaçament actual, donat per Carles VI el 1380 i en el qual va fer treballs el 1386. Fou destruïda en part per la multitud de París el 1411 i és allà que va morir el 1416. Just al costat, posseïa també l'hotel dels Tournelles, que va cedir al seu nebot Lluís I d'Orleans el 1404. Posseïa finalment un casal a Saint-Marcel a la perifèria de la ciutat, així com el castell de Bicêtre, també destruït el 1411.

### L'aficionat a les obres d'art
Mecenes fastuós, posseïa un molt gran nombre d'obres d'art conegudes gràcies a diversos inventaris sempre conservats, datant de 1401-1403, 1411 i a la seva mort el 1416. Es tracta principalment de joies, de pedres precioses, de medalles i de peces d'orfebreria. Els obté pels nombrosos regals dels seus parents, però en feia també do a vegades al seu cercle. Sovint foses, la majoria d'aquestes obres han desaparegut. Entre les rares obres encara conegudes, es troben el reliquiari de la Santa Espina, conservat al British Museum, la copa de Santa Agnès, sempre al British Museum, que va donar al seu nebot Carles VI el 1391, o inclús una de les més antigues porcellanes xineses conegudes a Europa, actualment al Victoria and Albert Museum.
El duc fou també un gran bibliòfil i en els seus inventaris s'esmenten nombrosos manuscrits que va adquirir o que va encomanar a artistes il·luminadors. Al morir tenia uns 300 manuscrits: 41 eren cròniques, 24 obres de ciències i arts, 15 tractats de filosofia i política, 14 bíblies, 16 llibres de psalms, 18 breviaris, 15 llibres d'hores, 6 missals i una cinquantena d'altres llibres pietosos. Era comanditari de sis llibres d'hores, executats segon l'encàrrec (Les petites hores del Duc de Berry, encarregat à Jean Le Noir i Jacquemart de Hesdin entre 1372 i 1390; Les Très Belles Heures de Notre-Dame, fet entre 1389 i 1404; Les Très Belles Heures du duc de Berry, acabat el 1402 per Jacquemart de Hesdin;, Les Grandes Heures du duc de Berry, fet entre 1407 i 1409 per Jacquemart de Hesdin; Les Belles Heures du duc de Berry ples germans de Limburg; i finalment, el més famós: Les molt riques hores del Duc de Berry dels germans de Limburg; la mort del comanditari i dels autors el 1416 va deixar aquesta obra inacabada).

## Matrimoni i fills
En 1360 Joan de Berry es va casar amb Joana d'Armanyac (morta el març de 1387), filla del comte d'Armanyac Joan I i de la comtessa de Charolais Beatriu de Clermont. D'aquesta unió van néixer cinc fills:
- Carles (1362-1382), comte de Montpensier
- Joan II de Berry (1363-1401), comte de Montpensier (1386-1401)
- Lluís (1364-1383)
- Bona de Berry (1365-1435), vescomtessa de Carlat i de Murat, casada el 1377 amb Amadeu VII de Savoia i el 1393 amb Bernat VII d'Armanyac
- Maria de Berry (1370-1434), duquessa d'Alvèrnia i comtessa de Montpensier (1416-1434), casada el 1386 amb Lluís de Châtillon (+1391) comte de Dunois; el 1393 amb Felip d'Artois, comte d'Eu; i el 1401 amb Joan I de Borbó, duc de Borbó

El 1390 es va casar en segones noces amb Joana II d'Alvèrnia (1378-poc abans de 1423), comtessa d'Alvèrnia i de Boulogne (1404-1423). No van tenir fills.
Jean Froissart esmenta les pràctiques homosexuals del duc, qui no eren rares al si de la cort: esmenta també la presència en l'entorn del duc d'un cert Jacques Thibaut.